# Blaxland
Blaxland (6 953 habitants) est une ville dans les Montagnes Bleues en Nouvelle-Galles du Sud, en Australie. Elle est située à 70 kilomètres à l'ouest de Sydney dans zone d'administration locale de la Ville de Blue Mountains.
Elle porte le nom de Gregory Blaxland qui, avec William Lawson et William Wentworth, a dirigé l'exploration qui a découvert la route pour traverser la montagne en 1813. Avant 1915, la région était connue sous le nom de Wascoe.
La gare de Blaxland est située sur la Blue Mountains Line du réseau interurbain CityRail. Elle est aménagée pour les handicapés.